# Acanthomyops parvula
Acanthomyops parvula é uma espécie de inseto do gênero Acanthomyops, pertencente à família Formicidae.